# Циньань
Циньа́нь (кит. упр. 秦安, пиньинь Qín'ān) — уезд городского округа Тяньшуй провинции Ганьсу (КНР).

## История
После того, как эти места были захвачены чжурчжэнями и вошли в состав империи Цзинь, в 1157 году был образован уезд Циньань. После монгольского завоевания в 1270 году к уезду Циньань был присоединён уезд Лунчэн (陇城县).
В декабре 1949 года был создан Специальный район Тяньшуй (天水专区), и уезд вошёл в его состав. В июле 1953 года из частей уездов Циншуй, Циньань, Чжуанлан и Лунси был образован Чжанцзячуань-Хуэйский автономный район (张家川回族自治区). В 1969 году Специальный район Тяньшуй был переименован в Округ Тяньшуй (天水地区).
Постановлением Госсовета КНР от 8 июля 1985 года Округ Тяньшуй был преобразован в Городской округ Тяньшуй.

## Административное деление
Уезд делится на 12 посёлков и 5 волостей.